# Били Кроуфърд
Били Кроуфърд (на английски: Billy Crawford), роден на 16 май, 1982 г. е филипино-американски музикант и актьор. Кроуфърд става известен в Европа и Азия със синглите "When You Think About Me", "Never My Love", "Steamy Nights" и "Bright Lights". Били живее в Ню Йорк от 1998 г., но е отсядал в Париж за две години и в Лондон за една.